# Osłabiacz podrzutu

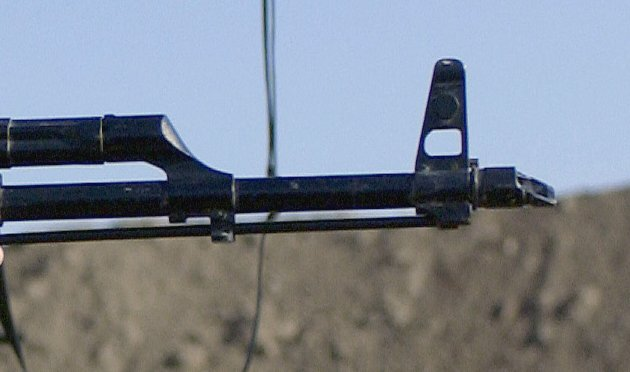
Lufa karabinka AKM z nakręconym osłabiaczem podrzutu

Schemat osłabiacza podrzutu

Osłabiacz podrzutu (kompensator podrzutu) – urządzenie wylotowe, którego zadaniem jest zmniejszenie podrzutu w broni palnej.
Efekt ten uzyskuje się przez wytworzenie momentu siły przeciwnie skierowanego do momentu siły wywołującego podrzut. Najczęściej rolę osłabiacza podrzutu odgrywa odpowiednio zbudowany hamulec wylotowy lub tłumik płomieni. Rzadko stosowane urządzenia spełniające wyłącznie funkcję osłabiacza podrzutu mają postać krótkiej rurki nakręconej na wylot lufy.